# 田園のユーウツ
『田園のユーウツ』（でんえんのゆーうつ）は、製作・芥川保志、監督・川原圭敬、脚本・田辺満、原案・結城しほによる2001年の映画。
田園都市のオシャレな住宅地の町内会を舞台に巻き起こる、日常生活の問題を個性的なキャストで描いた、ヒューマン・ライト・コメディー。第13回東京国際映画祭特別招待作品。

## あらすじ
都心郊外の、とある町「羊が丘1丁目」。緑豊かな田園地帯に広がり、誰もが住んでみたいと憧れる憧れる、オシャレな高級住宅街。しかし実際に足を踏み入れてみれば…。
この町の住民である川喜多（三浦友和）は、仕事一筋のサラリーマンだったが、「ある事件」をきっかけに「羊が丘1丁目」自治会長を務めることになる。自治会内部では以前から、元自治会長・安枝（倍賞美津子）が会長時代に建てた自治会館をめぐる疑惑があった。自治会副会長・林田（鴻上尚史）が証拠と成り得る書類を発見した事から、川喜多はこの問題を解明しようと決意する。
しかし事態は一向に進展しない。それどころか、住民たちを不安に陥れる新たな騒動が、まるで不発弾が爆発するかのように巻き起こり、自治会長・川喜多に対する風当たりも強くなるばかりだった。一方、川喜多の義妹・天野麗子（清水美砂）はタウン誌の取材で「羊が丘1丁目」を訪れ、オシャレなイメージだけではない町の実態に興味を惹かれていた。記者として、自分なりに真相を突きとめようと思い立った麗子は、川喜多に自治会長になる事を決断させた「ある事件」を調査し始めるのだが…。

## 配役
- 川喜多宣彦 - 三浦友和
- 江本安枝 - 倍賞美津子
- 林田健夫 - 鴻上尚史
- 星野美佐子 - かとうかずこ
- 柳田昇三郎 - 春風亭柳昇
- 堀江恵美子 - 小林かおり
- 柳田登美子 - 伊佐山ひろ子
- 小池肇 - 西村雅彦
- 木村琢也 - 田口浩正
- 木村愛 - 建みさと
- 村山哲人 - 中原丈雄
- 草壁万乃丞 - 並樹史朗
- 登川光雄 - 大和田伸也
- 河原畑興三郎 - 中村嘉葎雄
- 牛原善三 - 小林桂樹
- 天野麗子 - 清水美砂

## 制作
- プロデューサー：芥川保志／井瀧誠司／古谷宗章
- 監督：川原圭敬
- ラインプロデューサー：増田悟司
- 撮影：大川藤雄
- 照明：溝渕健二
- 録音：瀬川徹夫
- 美術：安藤 篤
- 音楽：仙波清彦
- エンディング音楽指揮：小松長生
- 装飾：河合良昭
- 衣裳：久保田かおる
- メイク：遠山直美
- 特機：奥田 悟
- 音響効果：倉橋静男
- スクリプター：杉山昌子
- 編集：田中愼二
- 制作担当：薮下 隆
- 監督補：大原盛雄
- スチール：永江和之
- タイトル：島田プロダクション
- イマジカデスク：菱沼豊治
- キーリンクテレシネ：田中 基
- 制作デスク：宮地富美子
- 宣伝プロデューザー：市場友子
- 宣伝広報：松川直人／相田比乃
- 制作宣伝：木内正輝
- タイトル案：鈴木裕子
- 企画協力：横山正人／村上立子／大西有美
- 現像：IMAGICA
- 編集・ダビング：日活撮影所
- 製作・配給：プライドワン・エンタテインメント[2]

## 公開
2001年11月10日（土）公開。2000年10月28日から11月5日の9日間に開催された、 第13回東京国際映画祭特別招待作品。